# 大清新刑律
大清新刑律（原称《钦定大清刑律》）是中国历史上第一部近代意义上的专门刑法典，由日本法學家岡田朝太郎基于日本法律改編而成，由清廷於1911年1月25日頒布。《大清新刑律》分为总则和分则两编，共53章，441条，另附有《暂行章程》5条。该律虽未被清廷正式实施，但其内容基本被民国《暂行新刑律》沿用。

## 主要内容
在体例上，《大清新刑律》抛弃了以往旧律“诸法合体”的编纂形式，采用近代西方刑法典的体例，将法典分为总则与分则两部分。总则17章，规定犯罪和刑罚的一般原则及法律的适用范围；分则36章，以罪名为章名，规定犯罪的构成和法定量刑幅度。
在体系上，《大清新刑律》采用近代的刑罚体系，规定刑罚分为主刑和从刑两种。主刑包括死刑（仅绞刑一种）、无期徒刑、有期徒刑、拘役和罚金，从刑包括褫夺公权和没收两种。
在内容上，引入西方的刑法原则和刑法学的通用术语，如罪刑法定主义原则、“法律面前人人平等”原则。取消了十恶、八议、官当及按官制、良贱、服制等法律适用原则；采用西方通用的既遂、未遂、缓刑、假释、时效、正当防卫等制度和术语。在各省设感化院，对少年犯改用惩治教育。
在罪名规定上，调整部分罪名，如将谋反罪改为内乱罪，新增有关国交、外患、电讯、交通、卫生等罪名。

## 后续发展
《大清新刑律》是近现代意义上的专门刑法典，是清末修律的代表作。其后，因“礼法之争”而做出妥协，附录《暂行章程》五条，具有浓厚礼教色彩。《大清新刑律》公布后不久清王朝即告覆亡，该律并未正式实施。
北洋政府成立之初，将《大清新刑律》略加修订，改称《中华民国暂行新刑律》，作为刑事基本法，即“刑律”。
就内容而言，《暂行新刑律》仅将有关帝制与皇室特权等与民国体制相违的条款删除并对不符合民国体制的部分文字、词语进行改动。如删除“侵犯皇帝”全章12条、《暂行章程》5条，将“帝国”改为“中华民国”、“臣民”改为“人民”。
《暂行新刑律》在1912年、1914年、1915年、1919年多次修订。1928年南京国民政府以此为基础公布《中华民国刑法》，即“旧刑法”。

## 外部連結
- 论《大清新刑律》的刑罚制度
- 〈大清新刑律〉立法资料汇编[]